# Ferdinand Friedrich Hornstein
Ferdinand Friedrich Hornstein (* 3. Juni 1834 in Kassel; † 25. März 1917 ebenda) war ein deutscher Lehrer,  Geologe, Mineraloge, Paläontologe und Fossiliensammler.

## Leben
Ferdinand Friedrich Hornstein studierte Mathematik und Naturwissenschaften an der Universität Marburg, wurde Lehrer und unterrichtete zunächst von 1859 bis 1861 an der Scheib-Geisowschen Erziehungsanstalt und von 1861 bis 1869 an der Israelitischen Realschule in Frankfurt am Main. Im Jahr 1869 wechselte er als ordentlicher Lehrer an die damalige Kasseler Realschule 1. Ordnung, das spätere Realgymnasium, wo er 1874 zum Oberlehrer befördert sowie 1890 zum Professor ernannt wurde und in der Folge anschließend noch bis zu seinem Eintritt in den Ruhestand im Jahr 1902 wirkte.
Ferdinand Friedrich Hornstein war Mitglied und ab 1871 "Conservator für Mineralien" im Verein für Naturkunde zu Cassel und veröffentlichte mehrere Schriften mit geologischen, mineralogischen und paläontologischen Themenstellungen. Sein erstmals 1872 veröffentlichtes Kleines Lehrbuch der Mineralogie war dabei sehr erfolgreich und erlebte insgesamt 5 Auflagen. Als Geologe und Paläontologe machte er triassische Fährtenfunde im Buntsandstein von Karlshafen bekannt.
Ferdinand Friedrich Hornstein wurde der Rote Adlerorden 4. Klasse mit Krone verliehen.
Die von ihm angelegte Saurierfährtensammlung aus dem Karlshafener Sandstein von Karlshafen und Umgebung, die unter anderem Fährten des Landwirbeltieres Chirotherium beinhaltet, befindet sich heute im Naturkundemuseum Kassel.

## Schriften (Auswahl)
- Über die Basaltgesteine des unteren Maintales. In: Zeitschrift der Deutschen Geologischen Gesellschaft, 19, 1867, S. 297–372 (Digitalisat)
- Kleines Lehrbuch der Mineralogie. Unter Zugrundelegung der neueren Ansichten in der Chemie für den Gebrauch an höheren Schulen. Fischer, Kassel 1872 (Digitalisat)
- Entdeckung von Thierfährten im Buntsandstein bei Karlshafen. (= Brief vom 20. Oktober 1876 an Hanns Bruno Geinitz). In: Neues Jahrbuch für Mineralogie, Geologie und Paläontologie, 1876, S. 923–924 (Digitalisat)
- Über das Geologische Vorkommen der Thierfährten von Carlshafen. In: Tageblatt der 51. Versammlung Deutscher Naturforscher und Ärzte, Cassel 1878, S. 82 (Digitalisat)
- Über Thierfährten im bunten Sandstein. In: Tageblatt der 51. Versammlung Deutscher Naturforscher und Ärzte, 1878, S. 242 (Digitalisat)
- Vorlage von Belegmaterial zur Geologie der Umgegend von Cassel. In: Zeitschrift der Deutschen Geologischen Gesellschaft, 54, 1902, S. 118–121 (Digitalisat)